# Ивановка (Первомайское сельское поселение)
Ивановка — посёлок в Эртильском районе Воронежской области России.
Входит в состав Первомайского сельского поселения.
Расположен в 12 км к юго-западу от Эртиля.

## Население
| 1859 | 2000 | 2010 |
| ---- | ---- | ---- |
| 326  | ↘195 | ↘113 |